# Région (Togo)
Pour les articles homonymes, voir Région.
Le Togo est divisé en cinq (5) régions administratives : région des Savanes, région de la Kara, région Centrale, région des Plateaux et la région maritime.

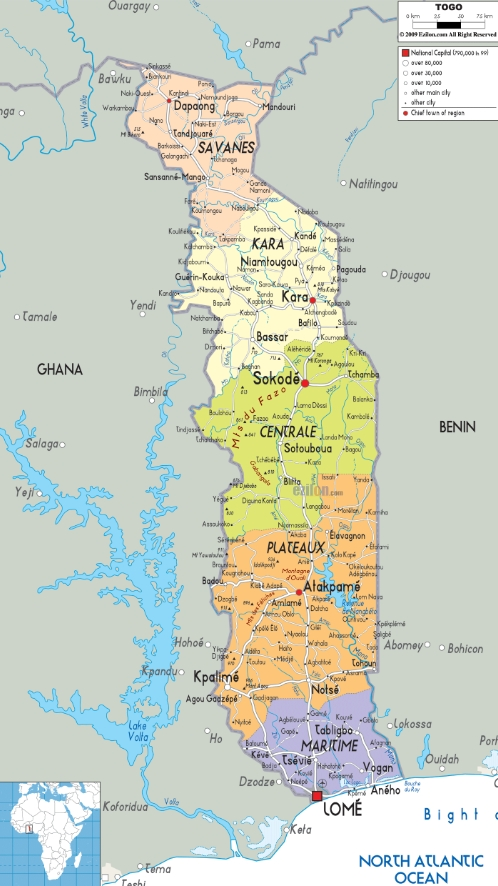
Carte des régions administratives du Togo.

## Liste des régions
Le Togo est divisé en cinq régions administratives, chacune possédant des caractéristiques géographiques et socio-économiques distinctes. Du nord au sud, on trouve :
- Région des Savanes avec comme chef-lieu la ville de Dapaong : Située à l'extrême nord, cette région est caractérisée par un climat semi-aride et une végétation de savane. Elle est frontalière avec le Burkina Faso et le Bénin.
- Région de la Kara avec comme chef-lieu la ville de Kara : Connue pour ses montagnes et ses paysages vallonnés, la région de la Kara est un centre agricole important, produisant notamment des céréales et des tubercules.
- Région Centrale avec comme chef-lieu la ville de Sokodé : Comme son nom l'indique, elle est située au centre du pays. Cette région est réputée pour ses activités agricoles et son rôle de carrefour commercial.
- Région des Plateaux avec comme chef-lieu la ville de Atakpamé : Cette région est la plus vaste du Togo et se distingue par son relief accidenté et son climat plus humide, propice à la culture du café et du cacao.
- Région Maritime avec comme chef-lieu la ville de Tsévié : Bordée par l'océan Atlantique, elle abrite la capitale, Lomé, et est le centre économique du pays, avec des activités portuaires et industrielles significatives.

| Région              | Superficie (km²) | Population (2022) | Chef-lieu | Localisation                 | Caractéristiques principales             | Activités dominantes                  |
| ------------------- | ---------------- | ----------------- | --------- | ---------------------------- | ---------------------------------------- | ------------------------------------- |
| Région Maritime     | 6 280            | 3 534 991         | Tsévié    | Sud, bordée par l'Atlantique | Capitale Lomé, économie portuaire        | Commerce, pêche, industrie            |
| Région des Plateaux | 17 206           | 1 635 946         | Atakpamé  | Sud-est                      | Relief accidenté, climat humide          | Culture de café et de cacao           |
| Région Centrale     | 13 101           | 795 529           | Sokodé    | Centre                       | Relief varié, carrefour commercial       | Cultures vivrières, échanges locaux   |
| Région de la Kara   | 11 588           | 985 512           | Kara      | Nord                         | Montagnes, vallées, sols fertiles        | Agriculture, production de tubercules |
| Région des Savanes  | 8 496            | 1 143 520         | Dapaong   | Extrême nord                 | Climat semi-aride, végétation de savanes | Élevage, culture de céréales          |

## Voir également
- Préfectures du Togo
- ISO 3166-2:TG